# Partido Revolucionario de Unificación Democrática
El Partido Revolucionario de Unificación Democrática era el partido gobernante en El Salvador durante las décadas de 1950 y 1960.

## Historia
El partido fue establecido en 1949 como el partido oficial de los gobernantes militares. En las elecciones generales de 1950, su candidato Óscar Osorio ganó las elecciones presidenciales, mientras el partido ganó 38 de los 52 asientos en la Asamblea Constitucional. Era el único partido en disputa en las elecciones legislativas de 1952 y 1954. En la elección presidencial de 1956 varios candidatos de oposición fueron restringidos de estar en el Consejo Central de Elecciones, dejando ganar a su candidato, José María Lemus, con más del 95% de los votos. En las elecciones legislativas de ese año ganó todos los escaños, a pesar de afrontar oposición del Partido de Acción Nacional.
El partido ganó las elecciones legislativas de 1958 sin oposición, y otra vez ganó todos los asientos en las elecciones de 1960 a pesar de la oposición del mismo partido PAN.

### Elecciones presidenciales
|  | 56.45 % |

|  | 95.20 % |

### Elecciones parlamentarias
|  | 56.45 % |

|  | 100 % |

|  | 100 % |

|  | 100 % |

|  | 100 % |

|  | 100 % |